# Cube 2
Cube 2 (ang. Cube 2: Hypercube; zapis stylizowany: Cube²: Hypercube) – kanadyjski thriller science fiction z 2002 roku w reżyserii Andrzeja Sekuły, jest to druga część trylogii Cube.

## Opis fabuły
Jest to kontynuacja filmu Cube. Osiem obcych sobie osób pewnego dnia budzi się w nieznanym sobie miejscu. Nikt z nich nie wie, jak i dlaczego trafił do tajemniczego pomieszczenia, ani jak się z niego wydostać. Niektórzy sądzą, że biorą udział w przerażającym reality show, inni przypuszczają, że są ofiarami zbiorowej halucynacji, jeszcze inni myślą, że zostali porwani dla okupu. Żadna z tych osób nie zna pozostałych. Jednak wszyscy mieli styczność z potężnym konsorcjum zbrojeniowym o nazwie Izon.
Po pewnym czasie odkrywają, że znajdują się w teserakcie (odpowiedniku sześcianu w czterech wymiarach), gdzie występuje wymieszanie czasoprzestrzeni. Jeżeli chcą przetrwać, muszą rozwiązać tajemnicę tego czterowymiarowego więzienia.
Hipersześcian obfituje w wiele niespodzianek, np. zakłócony jest przepływ czasu powodujący anomalie. Tesserakt najeżony jest ponadto innymi śmiercionośnymi pułapkami. W tesserakcie dochodzi do zaginania przestrzeni przez czwarty wymiar i tym samym przemieszczanie się względem siebie sześciennych pokoi. Powtarzają się też rzeczywistości, na końcu tesserakt implodował z powodu zetknięcia się ich w jednym miejscu, co może wytrzymać tylko hipertesserakt (sześcian w 5 wymiarach). Pojawił się też hiperdwudziestoczterościan czterowymiarowy.

## Obsada
- Kari Matchett – jako Kate Filmore
- Geraint Wyn Davies – jako Simon Grady
- Grace Lynn Kung – jako Sasha / Alex Trusk
- Neil Crone – jako Jerry Whitehall
- Matthew Ferguson – Max Riesler
- Lindsey Connell – jako Julia Sewell
- Barbara Gordon – jako Pani Paley